# Melaleuca villosisepala
Melaleuca villosisepala är en myrtenväxtart som beskrevs av Lyndley Alan Craven. Melaleuca villosisepala ingår i släktet Melaleuca och familjen myrtenväxter.
Artens utbredningsområde är Western Australia. Inga underarter finns listade i Catalogue of Life.